# 도포면
도포면(都浦面)은 대한민국 전라남도 영암군의 면이다. 넓이는 72.98km2이고, 인구는 2011년 3월 31일을 기준으로 1,163세대 2,321명이다.

## 행정 구역
- 구학리
- 덕화리
- 도포리
- 봉호리
- 성산리
- 수산리
- 영호리
- 원항리